# 苏珊娜·科切索克
苏珊娜·阿尔卡季耶芙娜·科切索克（俄语：Сусана Аркадьевна Кочесок，1995年2月25日—），俄罗斯女子蹦床运动员，2019年世界蹦床锦标赛混合团体全能金牌得主和女子双人网上银牌得主、2021年世界蹦床锦标赛女子双人网上和女子个人网上团体金牌得主。